# Stretch
Randy Walker (8 de abril de 1968 - 30 de novembro de 1995), mais conhecido pelo seu nome artístico Stretch, foi um rapper, produtor musical e ator estadunidense.

## Inicio Carreira
Fundou junto com seu irmão o grupo de rap Live Squad, no início da década de 1980. A partir de então marcou breves aparições em diversos filmes, como Juice, Who's the Man?, Bullet, e contribuiu com a trilha sonora de Above the Rim. Ele é mais conhecido por sua afiliação pessoal e trabalho com o rapper Tupac Shakur durante a década de 1990.

## Morte
Em 30 de novembro de 1995, Stretch foi assassinado após receber dois tiros e seu carro bater numa árvore e capotar.

## Discografia
| Ano         | Canção                        | Artista(s)                                          | Álbum                         | Notas                             |
| ----------- | ----------------------------- | --------------------------------------------------- | ----------------------------- | --------------------------------- |
| 1991        | "Family of the Underground"   | Digital Underground                                 | Sons of the P                 | Aparição                          |
| 1991        | "Crooked Ass Nigga"           | 2Pac                                                | 2Pacalypse Now                | Aparição, Produtor                |
| 1991        | "5 Deadly Venomz"             | 2Pac, Treach, Apache                                | Strictly 4 My N.I.G.G.A.Z.    | Aparição, Produtor                |
| Não-Lançada | "Hurts The Most"              | 2Pac, Mopreme                                       |                               | Aparição, Produtor                |
| 1994        | "Stay True"                   | Thug Life                                           | Thug Life: Volume 1           | Aparição, Produtor                |
| 1994        | "Under Pressure"              | Thug Life                                           | Thug Life: Volume 1           | Aparição, Produtor                |
| 1994        | "Pain"                        | 2Pac                                                | Above the Rim                 | Aparição, Produtor                |
| 1994        | "Runnin' From tha Police"     | The Notorious B.I.G., 2Pac, Dramacydal, Buju Banton | One Million Strong            | Aparição                          |
| 1996        | "Babyface"                    |                                                     | The Day (Babyface)            | MIDI Programmer                   |
| 1996        | "Take It In Blood"            | Nas                                                 | It Was Written                | Produtor                          |
| 1996        | "Silent Murder (Bonus Track)" | Nas                                                 | It Was Written                | Produtor                          |
| 1997        | "Hellrazor"                   | 2Pac, Val Young                                     | R U Still Down? (Remember Me) | Aparição (Produção Original 1993) |
| 1998        | "God Bless the Dead"          | 2Pac                                                | Greatest Hits                 | Aparição, Produtor                |